# Flaujac-Poujols
Flaujac-Poujols är en kommun i departementet Lot i regionen Occitanien i södra Frankrike. Kommunen ligger i kantonen Lalbenque som tillhör arrondissementet Cahors. År 2022 hade Flaujac-Poujols 805 invånare.

## Befolkningsutveckling
Antalet invånare i kommunen Flaujac-Poujols
| Referens: INSEE |